# 伊莎貝爾 (堪薩斯州)
伊莎貝爾（英語：Isabel）是一個位於美國堪薩斯州巴伯縣的城市。

## 地方資料
伊莎貝爾的面積為0.65平方千米，當中陸地面積為0.65平方千米，而水域面積為0.00平方千米。根據2020年美國人口普查的數據，當地共有人口68人，而人口密度為每平方千米104.62人。